# 小学 (古代中国の教育機関)
小学（しょうがく）は、古代中国の夏・殷・周の時代にあったと伝えられる初等教育機関である。後代の書に現れるもので、実在した制度とは言えない。
そうした文献によれば、当時は全ての人が8歳で小学に入学し、15歳で大学に進んだ。あるいは13歳で小学に入学し、20歳で大学に進んだと説かれることもある。内容は『漢書』によれば、暦と地理と読み書きと計算を学び、家庭と長幼の秩序を知るもの。また朱熹の説では掃除と応対と進退、それから礼・楽・射・御（馬車の操縦）・書・数を学んだ。